# Panihati
Panihati (Bengalisch: পানিহাটি) ist eine Stadt im indischen Bundesstaat Westbengalen mit rund 377.000 Einwohnern (Volkszählung 2011). Sie liegt im Distrikt Uttar 24 Pargana und ist Teil der Agglomeration Kolkata.

## Geschichte
Die Stadt erlebte ein starkes Bevölkerungswachstum, als sie bei der Teilung Indiens 1947 von einer Flüchtlingswelle aus dem damaligen Ostpakistan überrollt wurde.

## Bevölkerung
Offizielle Bevölkerungsstatistiken werden erst seit 1991 geführt und regelmäßig veröffentlicht; für Panihati gibt es jedoch auch älteres Zahlenmaterial. Der starke Anstieg der städtischen Bevölkerungszahlen beruht im Wesentlichen auf der Zuwanderung von Familien aus ländlichen Regionen.
| Jahr      | 1901   | 1951   | 1981    | 1991    | 2001    | 2011    |
| Einwohner | 11.178 | 49.514 | 205.718 | 275.990 | 348.438 | 377.347 |

Panihati hat ein Geschlechterverhältnis von 992 Frauen pro 1000 Männer und damit einen für Indien häufigen Männerüberschuss. Die Stadt hatte 2011 eine Alphabetisierungsrate von 91,92 % (Männer: 94,02 %, Frauen: 89,82 %).  Die Alphabetisierung liegt damit weit über dem nationalen Durchschnitt und dem von Westbengalen. Knapp 95,6 % der Bevölkerung sind Hindus, ca. 3,7 % sind Muslime, ca. 0,3 % sind Buddhisten, je ca. 0,2 % sind Sikhs und Christen und ca. 0,3 % gaben keine Religionszugehörigkeit an oder praktizierten andere Religionen. 7,0 % der Bevölkerung sind Kinder unter 6 Jahre.

## Wirtschaft
In der Stadt gibt es eine große Chemiefabrik, die in den 1920er Jahren von dem Industriellen Prafulla Chandra Ray gegründet wurde und sich inzwischen im Besitz des Bundesstaates Westbengalen befindet. Des Weiteren spielt die Textilindustrie eine wichtige Rolle in der lokalen Wirtschaft.

## Infrastruktur
Die Stadt hat zwei Bahnhöfe in ihrer unmittelbaren Umgebung, die sie mit Kolkata und dem Rest Indiens verbinden.

## Galerie

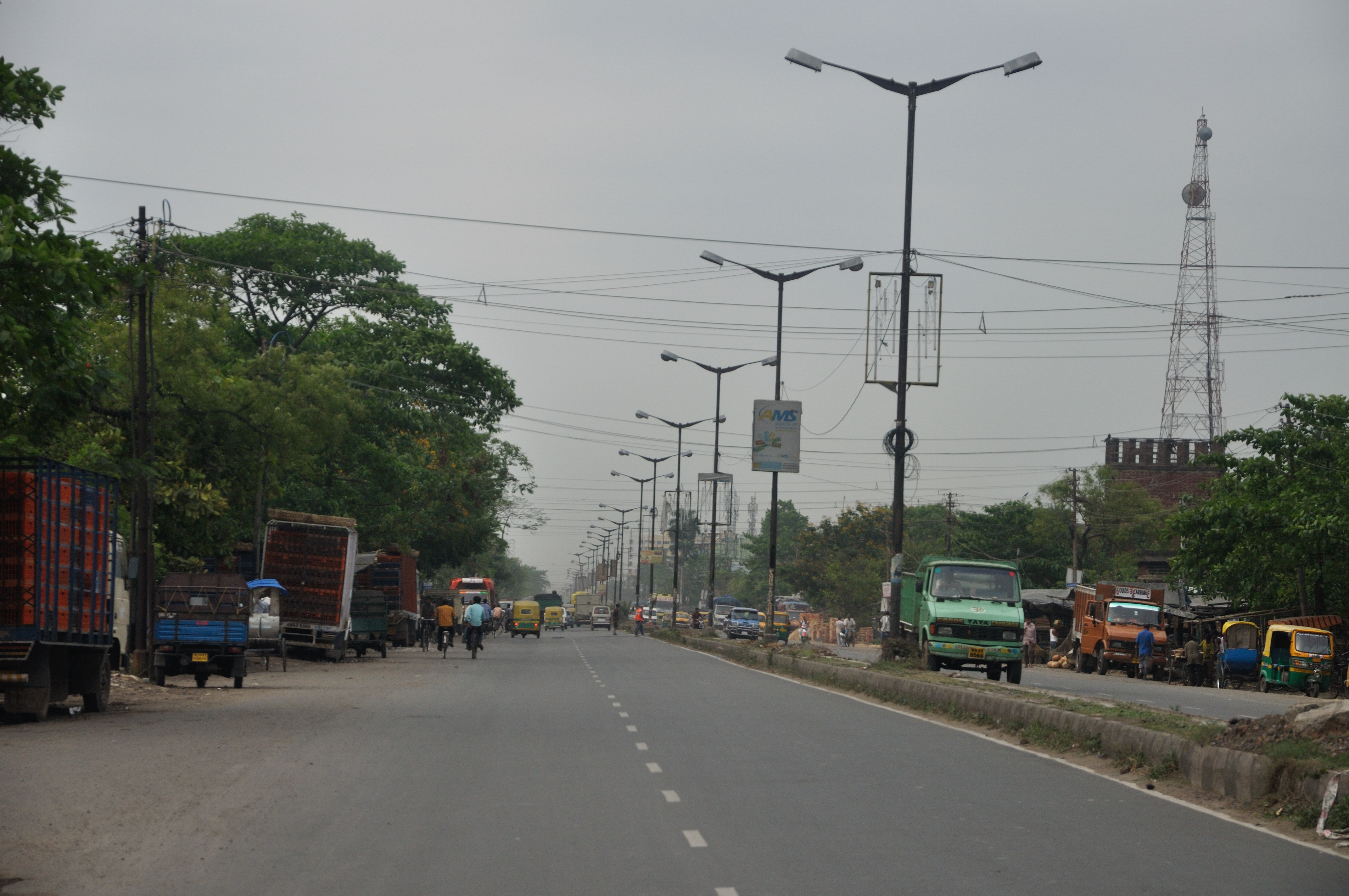
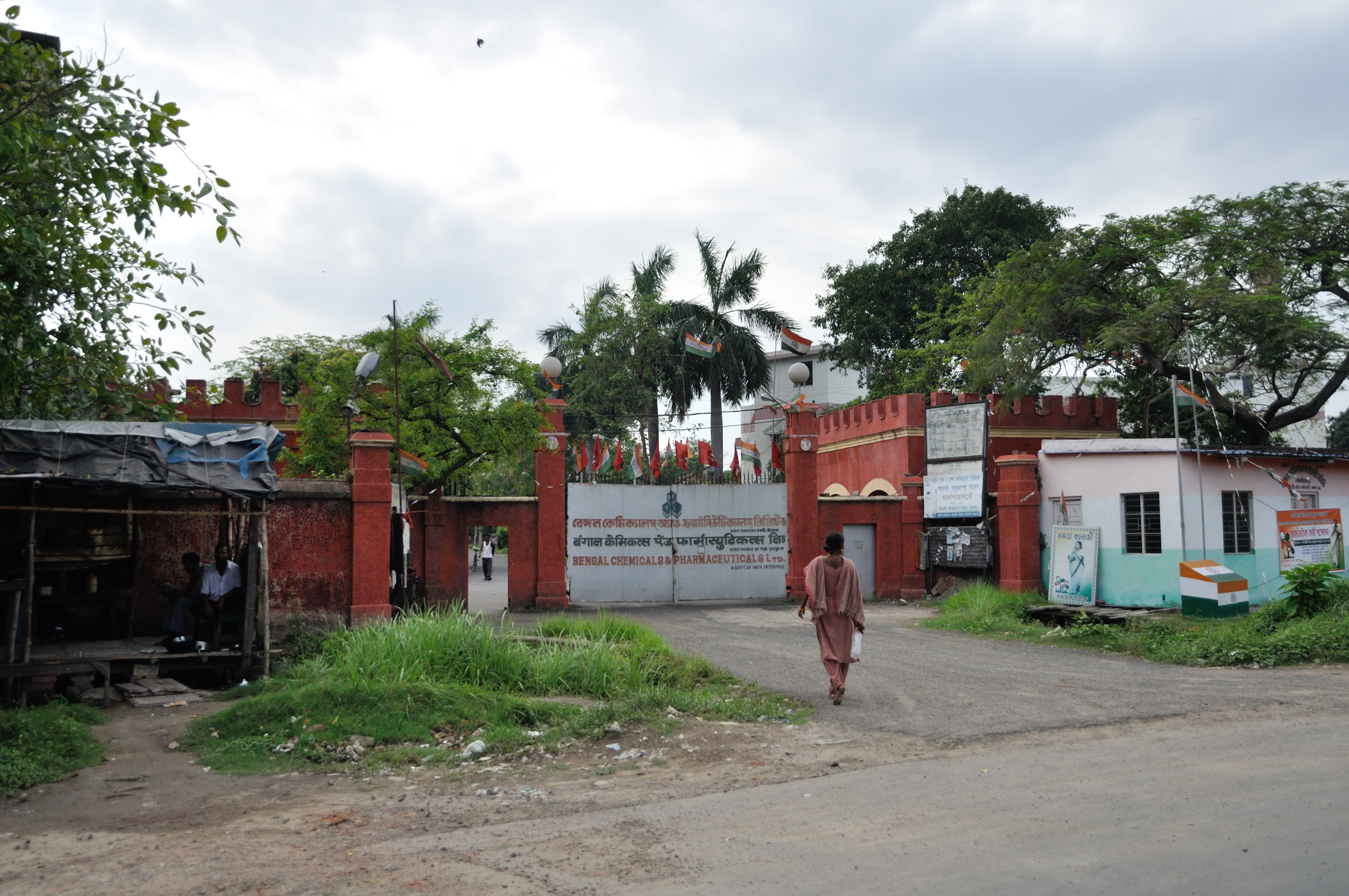
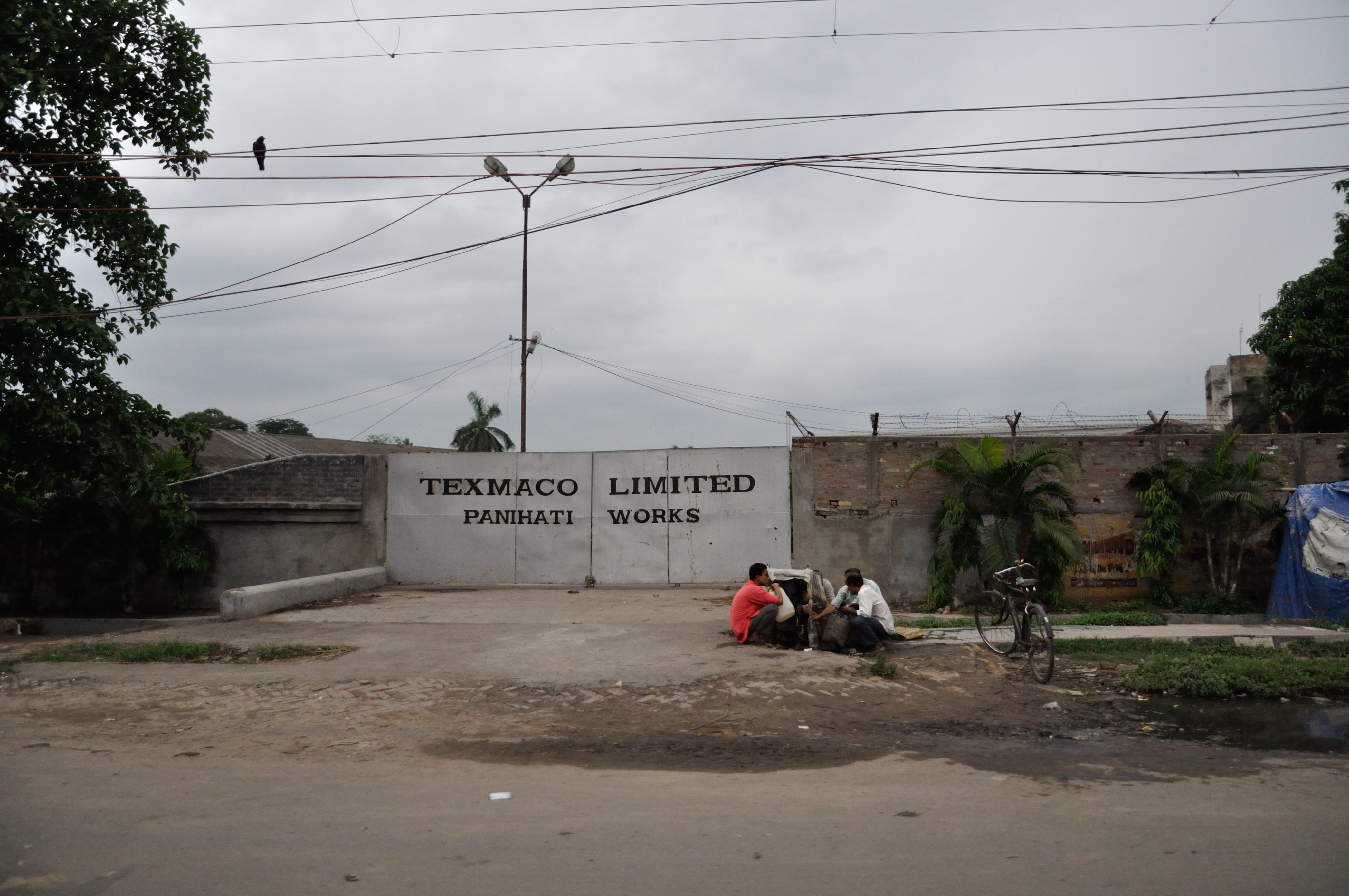